# Helig (Graduale Romanum XV)
Helig från Graduale Romanum XV är ett moment i den kristna mässan som heter Sanctus och den är skriven på 900-talet.
Det finns även en bearbetad version av Olof Åhlström från 1818.

## Publicerad i
- Graduale Romanum XV
- Höghandskriften
- Liber Cantus (Växjö)
- Liber Cantus (Uppsala)
- 1697 års koralbok under Then Swenska Mässan - Sanctus Dominicale
- Musiken till Svenska Mässan 1897 under 50.
- Den svenska mässboken 1942, del 1.
- Den svenska kyrkohandboken 1986 under Helig. Den är bearbetad efter äldre versioner. Den finns i två versioner.